# دانييل فان بويتن
دانييل فان بويتن (بالفرنسية: Daniel Van Buyten)‏ لاعب كرة قدم بلجيكي سابق ولد في 7 فبراير 1978. يلعب لمنتخب بلجيكا لكرة القدم منذ عام 2001 حتى عام 2014.

## مسيرته الكروية
لعب دانييل فان بويتن خلال مسيرته الاحترافية مع 6 أندية في ثمانية عشر موسمًا وسجل خلالها 47 هدفًا ضمن 374 مباراة. حيث فاز في أربعة مواسم بالكأس وفي أربعة مواسم بالدوري.
خاض دانييل فان بويتن مسيرته مع نادي رويال شارلروا في موسم 1997–98 ولمدة موسمين، مشاركًا في 19 مباراة سجل خلالها هدفًا واحدًا. ثم انتقل إلى نادي ستاندارد لييج في موسم 1999–00 ولمدة موسمين، حيث شارك في 55 مباراة سجل خلالها 7 أهداف. لينتقل بعدها إلى نادي أولمبيك مارسيليا في موسم 2001–02 واستمر معه طيلة ثلاثة مواسم، مشاركًا في 76 مباراة سجل خلالها 12 هدفًا. ثم انتقل إلى نادي مانشستر سيتي في موسم 2003–04 لمدة موسم واحد، مشاركًا في 5 مباريات ولم يسجل أي هدف. هذا وانتقل لاحقًا إلى نادي هامبورغ في موسم 2004–05 ولمدة موسمين، مشاركًا في 61 مباراة سجل خلالها 7 أهداف. ثم انتقل بعدها إلى نادي بايرن ميونخ في موسم 2006–07 ليلعب معه ثمانية مواسم، مشاركًا في 158 مباراة سجل خلالها 20 هدف.

## روابط خارجية
- دانييل فان بويتن على موقع الاتحاد الدولي (مؤرشف)  (الإنجليزية)
- دانييل فان بويتن على موقع الاتحاد الأوربي (الإنجليزية)
- دانييل فان بويتن على موقع الاتحاد البلجيكي (الإنجليزية)
- دانييل فان بويتن على موقع قاعدة بيانات كرة القدم.إي يو (الإنجليزية)
- دانييل فان بويتن على موقع بيانات كرة القدم. دي إي (الألمانية)
- دانييل فان بويتن على موقع ليكيب (الفرنسية)
- دانييل فان بويتن على موقع ناشيونال فوتبول تيمز (الإنجليزية)
- دانييل فان بويتن على موقع Soccerbase.com (لاعب) (الإنجليزية)
- دانييل فان بويتن على موقع Soccerway.com (الإنجليزية)
- دانييل فان بويتن على موقع عالم كرة القدم.نت (الإنجليزية)